# Daniel Omar Favero
Daniel Omar Favero (La Plata, provincia de Buenos Aires, 30 de julio de 1957), escritor y músico argentino desaparecido durante el llamado Proceso de Reorganización Nacional. Creció en un barrio de calle de tierra y zanja, donde sus padres habían construido una familia de cinco y una casa sencilla y de puertas abiertas. 
Allí conoció a sus primeros amigos, algunos de ellos serían sus compañeros de la Escuela n.º 8, luego del Colegio Nacional y de la vida. Uno de ellos lo describe profundamente:

“Transitamos juntos, casi sin hablarnos, complicadas geometrías de la vida. ´El Dane´ manejaba los silencios a favor nuestro. Casi todo lo que creemos que sabemos de sus sueños se encuentra en sus poemas. Acaso porque sus ojos verdes veían otras cosas, o porque los osados lances de su instinto no esperaban referencias, lo cierto es que sabía callar, aunque nos pese. El destino implacable e impreciso – que él trataba de evitar con el mismo mecanismo del potrero- lo disparó a ese rectángulo del pasado donde es difícil entrar sin que nos duela. Hoy vuelven a mí de aquellos días imágenes lejanas, las angustias, la bronca sostenida y un par de estrellas con su nombre: el delicado equilibrio de sus tumbos sobre el filo que separa el amor de la locura, lo heroico de lo absurdo; y el empleo inteligente del ridículo rellenando intersticios infranqueables.”
Prólogo del Libro "Los Últimos Poemas"

## Historia
"Respiraré estos aires en fortines de barrio", escribió en 1976 cuando contaba 19 años. Dane, como le decían, fue secuestrado en junio de 1977 por un grupo de tareas de la Brigada de Investigaciones que dependía del jefe de Policía, General Ramón Camps, y del Comando Militar I que mandaba el General Guillermo Suárez Mason. Le faltaban días para cumplir sus 20 años. Fue secuestrado junto a su compañera, Paula Álvarez. Daniel estudiaba Letras en Humanidades y era de la Juventud Universitaria Peronista. Había estudiado en el Colegio Nacional. Era escritor y músico, en el año 1992, se presentó su libro, "Los últimos poemas", editado en una colección de poesía que dirige José Luis Mangieri. La presentación fue en el salón de actos del Colegio Nacional. En el año 2007 se editó su segundo libro póstumo, "Nosotros, Ellos y Un Grito", edición literaria a cargo de José Luis Mangieri. El libro se presentó en el Centro Cultural Daniel Favero fundado por su familia el 29 de marzo de 2001.
El 24 de marzo de 1976, el golpe de Estado instauró una nueva dictadura cívico militar en Argentina. Miles de personas fueron secuestradas y desaparecidas y, otro cientos de personas aparecieron muertas. Otros miles de argentinos (particularmente atemorizados o amenazados) debieron abandonar el país y emprendieron un duro camino de exilio. La mayoría de los que se quedaron tardaron varios años en animarse a hablar en público sobre lo que estaba ocurriendo en el país. El Gobierno de facto realizó siniestras, profundas y drásticas transformaciones en la economía, en la sociedad y en la política, acallando por medios ilegales las voces de protesta. Se generalizó el miedo y el silencio, y con ello, la impunidad de los genocidas. Dentro de este marco histórico y de los lamentables hechos relatados, secuestran a Daniel Favero y a los 30000 pero no pudieron acallar sus voces.

“Yo no quise salvarme sino del egoísmo,
quise hacer con mis manos una comunidad 
de vida y esperanza; quise amarte y luché.
El amor es mi descanso. La Lucha, mi salvación. 
La muerte no es la tumba, ni el mar.”
Fragmentos de "Los Últimos Poemas"

## Libros publicados
- Favero, Daniel Omar. Los últimos poemas. Buenos Aires: Libros de Tierra Firme, 1992. 53 p.
- Favero, Daniel Omar. Nosotros, ellos y un grito. Buenos Aires: Libros de Tierra Firme, 2007. 64 p. (Todos bailan / por José Luis Mangieri)